# Neurootología
La neurootología es una disciplina relativamente nueva a nivel mundial, derivada de la neurología, que se dedica a la prevención, diagnóstico y tratamiento de los trastornos del equilibrio, la audición y su relación con el sistema nervioso central y periférico, abarcando por lo tanto los trastornos de los sistemas vestibulares y auditivos centrales y periféricos.

## Concepto
El equilibrio es una de las primeras y básicas funciones que el hombre desarrolla, depende de la interrelación de tres sistemas: el vestibular, el propioceptivo y el visual.
Normalmente el mantenimiento del mismo y de la postura erecta no requiere esfuerzo consciente, pero la pérdida tiene un efecto negativo en la vida cotidiana e independiente manifestándose por inestabilidad, mareos, vértigo. De acuerdo con estudios del Instituto Nacional de Salud de USA (NIH) 90 millones de norteamericanos (el 42% de la población) en algún momento de sus vidas consultaron por mareos. En USA el costo estimado para este tipo de pacientes excede $1 billón por año y según National Ambulatory Medical Care Survey, en 1991, los mareos y vértigos representaban uno de los 25 síntomas más comunes de consulta y reportaban 5 millones de visitas médicas por año.
La inestabilidad, el mareo o el vértigo. en sí mismo no son una enfermedad y representan solo un señal de esta, es uno de los motivos más frecuentes de consulta, mal diagnosticado en un alto porcentaje de casos, que suele incapacitar al sujeto, generando un gran costo económico y social,y que ocurren a cualquier edad. Por encima de los 70 años es una de las principales quejas y usualmente los pacientes los describen con términos vagos e imprecisos, como: pérdida del equilibrio, inestabilidad, caídas, manchas negras delante de los ojos, vahídos, sensación de giro o confusión en la cabeza. Estos síntomas son expresión de patologías neurológicas o no neurológicas relacionadas con procesos: orgánicos, funcionales y/o psicógenos, por ejemplo producido por una disminución del nivel de glucosa en sangre, por una enfermedad cardiovascular, por una intoxicación por drogas, por neurosis, etcétera; o bien pueden responder a causas neurológicas tan dispares como la enfermedad de Parkinson o dolencias que asientan básicamente en alguna parte del extenso recorrido del sistema vestibular (vías anatómicas complejas que viajan desde el oído interno o laberinto a la corteza cerebral y forman parte del Sistema Nervioso Central (SNC).
La mayoría de los pacientes que padecen afecciones vestibulares se quejan de vértigo (sensación de giro de uno mismo o del entorno), que puede durar segundos, horas, días, ser recurrente, o estar desencadenado por una posición y en ocasiones puede asociar náuseas, vómitos, diarrea, transpiración y síntomas auditivos uni o bilaterales, progresivos o fluctuantes manifestados por zumbidos, pérdidas auditivas o sensación de oído tapado.
Las causas más comunes de vértigos son las que se localizan en el oído interno ej. Vértigo posicional benigno, la Enfermedad de Meniere, la neuritis vestibular, siendo las originadas en el SNC menos frecuentes (accidentes cerebrovasculares, esclerosis múltiple, traumatismos de cráneo, tumores, etc.).
Para arribar a estos diagnósticos en forma adecuada es necesario realizar un examen neurológico y neuro-otológico exhaustivo, ya que a través de los movimientos oculares podremos determinar si existe o no disfunción de las estructuras involucradas en el equilibrio, pudiendo diferenciar aquellas que afectan al oído interno, de las que comprometen al SNC.
La terapéutica de los cuadros vertiginosos depende del origen y es muy variada basándose en medicamentos, rehabilitación física o vestibular, cirugía y / o psicoterapia. Estos tratamientos en forma aislada o combinada son apropiados cuando se prescriben adecuadamente.
Es importante que los pacientes con síndromes vestibulares cuenten con una guía de prevenciones y cuidados donde se le informe actividades que no puede realizar para evitar accidentes, caídas y golpes en la cabeza, donde se puntualice que estos síntomas suelen tornarlos muy dependientes necesitando ayuda para caminar, vestirse, ir al baño o higienizarse por lo que se debe ser muy paciente y colaborador con ellos y donde se le explique al paciente que aunque al principio de su dolencia se sienta “invalido”, que no se desespere porque si cumple con las indicaciones volverá a realizar sus actividades totalmente independiente.
En conclusión el Mareo puede ser expresión de una enfermedad banal o potencialmente grave pero la revisión constante y las investigaciones clínicas de los últimos años fueron de gran ayuda para esclarecer las causas de fallas en el equilibrio; lo cual justifica la atención de todos los médicos con el fin de abordar y solucionar con éxito esta dolencia universal expresada por el enfermo como Dr.: tengo mareo...